# 大館氏明
大館氏明（日语：／ Ōdachij Ujiaki，1303年—1340年9月24日）是日本鎌倉時代末期至南北朝時代武將，新田氏支族大館氏出身，父親是大館宗氏。

## 生涯
氏明效力於新田義貞，有份參與攻打播磨國的赤松則村等戰事。元弘3年（1333年），氏明的父親大館宗氏進攻鎌倉時戰死，氏明則接替其擔任指揮。在義貞與足利尊氏爭奪京都期間，氏明提議發動奇襲，最終新田軍取得勝利。
建武3年（1336年）3月4日，氏明代替臥病在床的義貞，與同樣為新田一族的江田行義一同攻擊赤松圓心（即赤松則村）。同年5月25日爆發的湊川之戰中，新田軍在和田岬（現神戶市兵庫區）佈陣，氏明則在附近的燈爐堂的南之濱佈陣。氏明和行義率領的三千兵馬與足利氏的二木和細川氏的6萬大軍爆發衝突。其後，後醍醐天皇返回京都時，氏明未有跟隨義貞前往越前國，而是與行義等人一同跟隨後醍醐天皇。當時，後醍醐天皇未有向義貞提及返回京都的消息，但是卻透露了給氏明和行義。
其後，氏明和行義一同降於足利軍。然而，氏明後來逃至伊予國，讓忽那義範到處散播檄文，並且得到土居氏和得能氏的支持，在四國替天皇奔走而獲南朝任命為伊予守護。可是，戰友友脇屋義助死後，南朝陷入劣勢，及後北朝和室町幕府派細川賴春攻打世田城，氏明最終兵敗自殺。其後，氏明之子大館義冬在北朝方的佐佐木道譽的斡旋下出仕於幕府，子孫成為政所奉公眾
大正4年（1915年），氏明獲追贈為正四位。